# Ernst Barthel
Ernst Barthel, född 1890 och död 1953, var en tysk filosof.
Barthen var privatdocent vid Kölns universitet, och utgav från 1927 tidskriften Antäus: Blätter für neues Wirklichkeitsdenken. Barthel företräde den fenomenologiska riktningen inom filosofin.